# Skogskyrkogården, Ljungby
För andra betydelser, se Skogskyrkogården (olika betydelser).
Skogskyrkogården är en begravningsplats i Ljungby som invigdes 1921.
1911 föreslås det att man ska utvidga Gamla kyrkogården på grund av platsbrist. Förslaget går dock aldrig igenom av ekonomiska skäl och det anses istället vara mycket bättre att bygga en ny begravningsplats i Ljungbys norra utkant. Begravningsplatsen ligger på en skogsbacke av naturligt växande tall med inplanterad lönn, bergslagsbjörk, och tuja samt häckar som skiljer vissa av kvarteren åt. År 1929 byggdes den första byggnaden, ett begravningskapell ritad av länsarkitekt Thure Bergentz och som 1965 kompletterades med en klockstapel av Hans Lindén.
År 1972 byggdes Annelundskyrkan som fogades samman med ekonomibyggnaderna som byggts två år tidigare, även denna ritad av Hans Lindén. Intill kyrkan ligger en före detta vandringskyrka som idag är Begravningsmuseet.

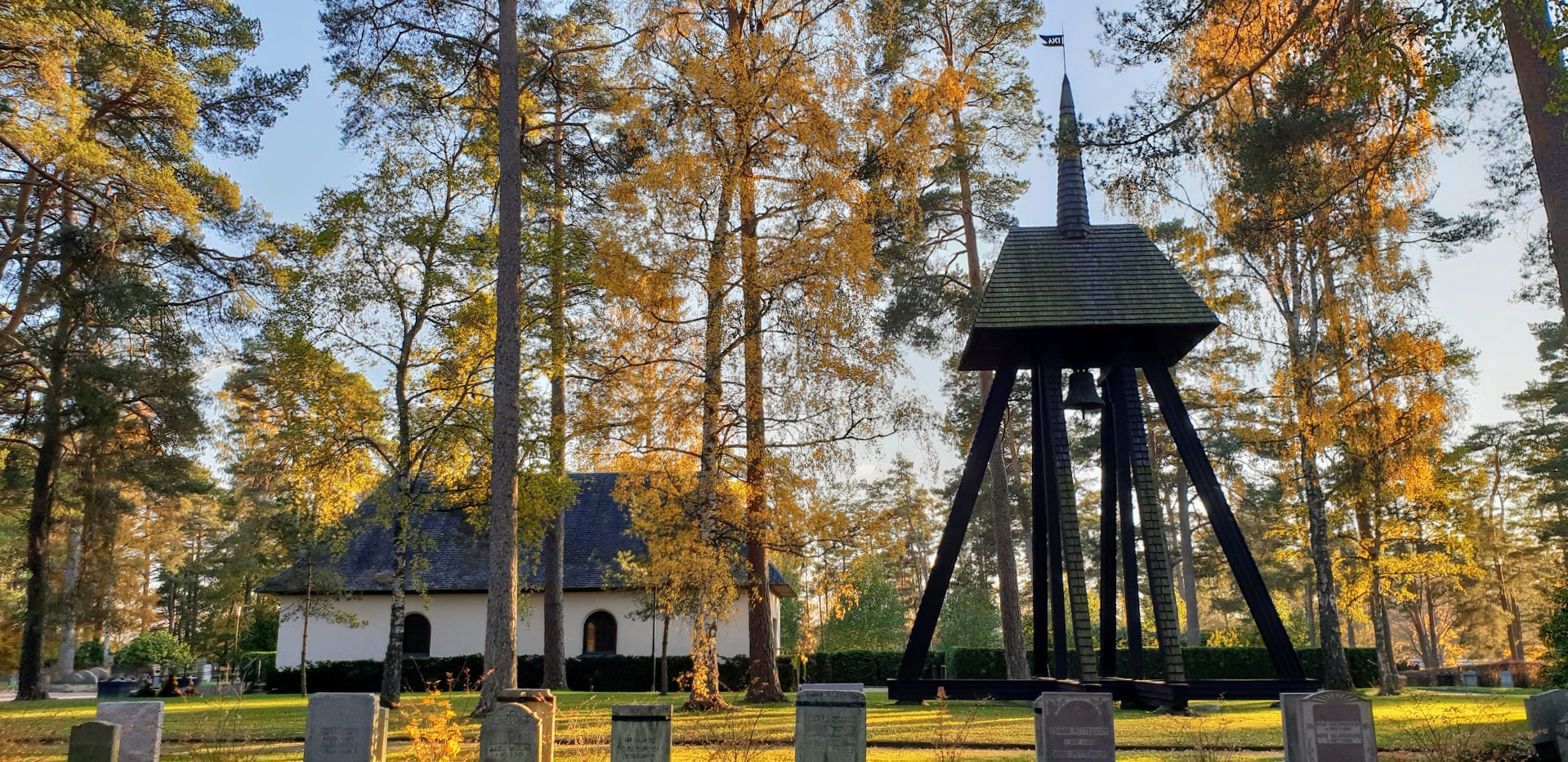
Gravkapellet och klockstapeln
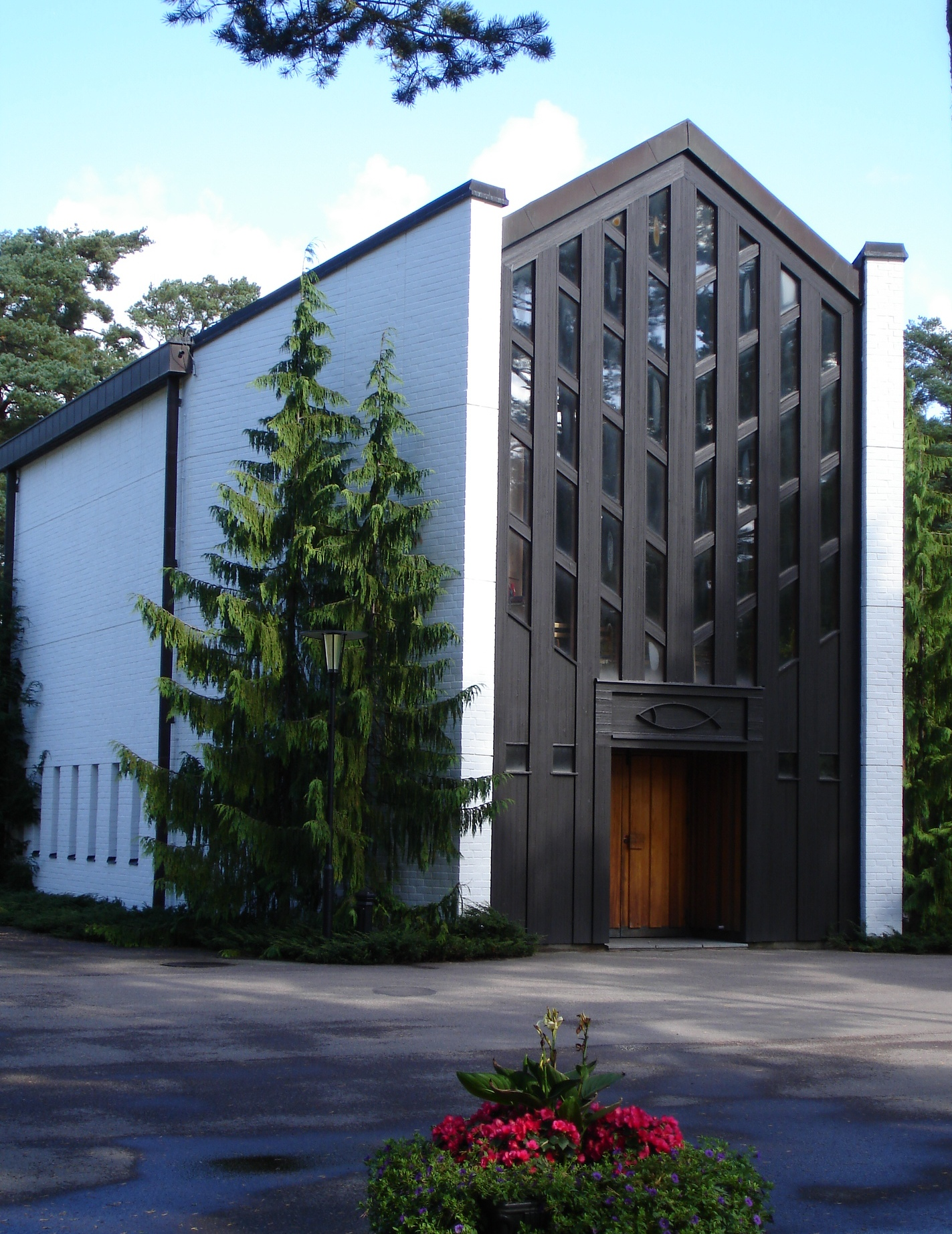
Annelundskyrkan belägen i den centrala delen av Skogskyrkogården.